# Franciszek Wiszniowski

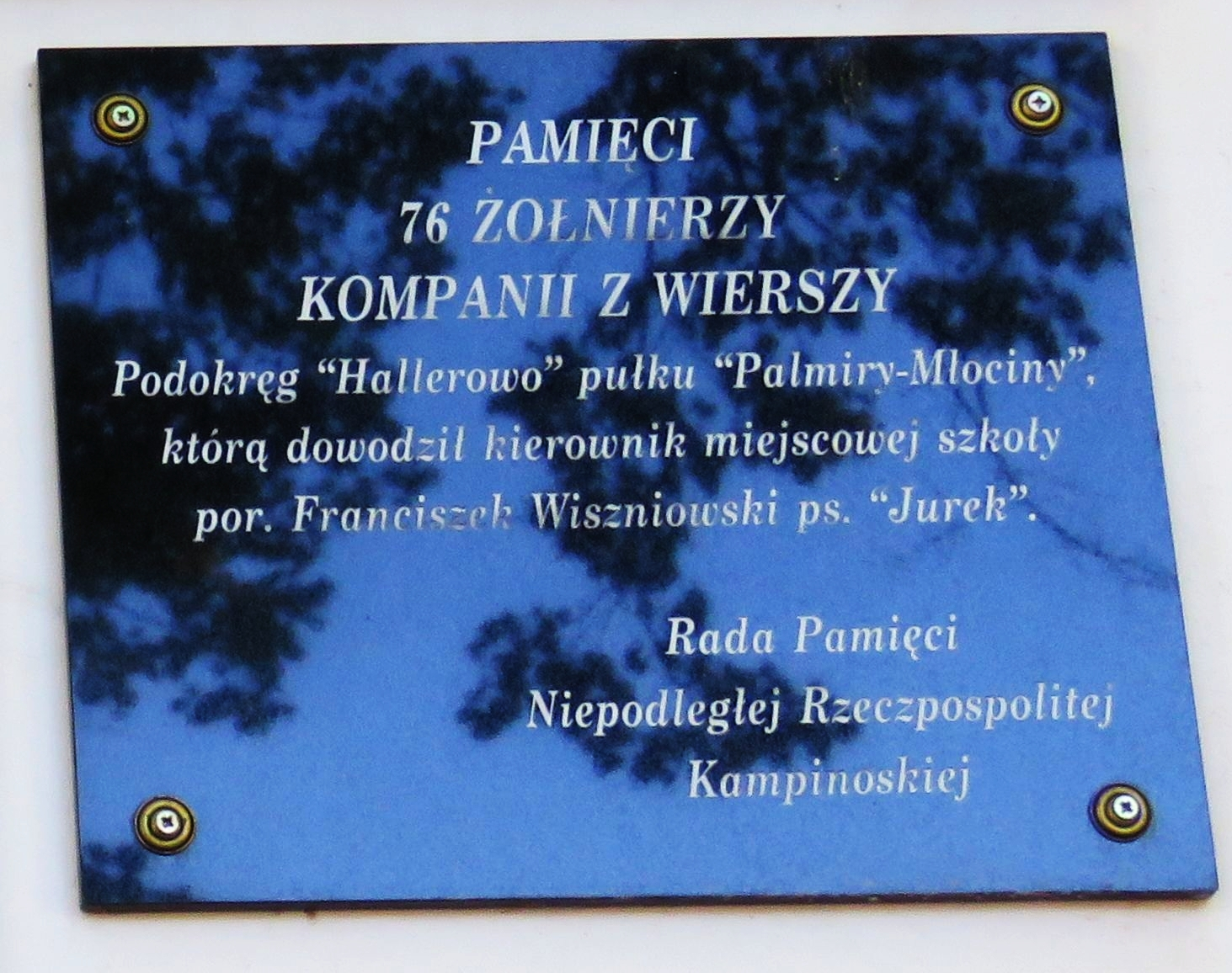
Tablica na murze kościoła w Wierszach, upamiętniająca por. Wiszniowskiego i żołnierzy jego kompanii

Franciszek Wiszniowski ps. „Jurek” (ur. 10 kwietnia 1893  – zm. 29 września 1944 we wsi Budy Zosine pod Jaktorowem) – wiejski nauczyciel, oficer Armii Krajowej. W trakcie powstania warszawskiego walczył w Grupie „Kampinos”.

## Życiorys
Syn Kazimierza. W latach dwudziestych był kierownikiem szkoły podstawowej we wsi Poświętne. W maju 1925 był założycielem i organizatorem oddziału Ochotniczej Straży Pożarnej. Wskutek konfliktu z władzami, występując w obronie społeczności wiejskiej został przeniesiony na stanowisko nauczyciela szkoły we wsi Wiersze w Puszczy Kampinoskiej). 
Po wybuchu wojny działał w Związku Walki Zbrojnej  - Armii Krajowej. W stopniu podporucznika lub porucznika działał w Ośrodku Błonie „Bagno” „Motyl” w Obwodzie Błonie AK. W czasie powstania warszawskiego, wraz z kompanią w składzie 78 żołnierzy Wierszy przyłączył się Grupy „Kampinos”. Zajmował się m.in. odbiorem zrzutów na placówce „Wiersze”. Zginął pod Jaktorowem, w ostatniej bitwie Grupy „Kampinos”). 
Spoczywa na Cmentarzu wojennym żołnierzy Armii Krajowej Grupy „Kampinos” we wsi Budy Zosine).